# Campionato Primavera 1962-1963
Il campionato Ragazzi Primavera 1962-1963 è stato la 1ª edizione del campionato Primavera, che si è svolto a gironi misti e con due distinte finali di categoria: una per la serie A e una per la serie B.
La squadra vincitrice del titolo di campione Primavera Serie A è stata la Juventus, mentre il titolo di campione Primavera Serie B è stato vinto dal Como.

## Formula
Fu istituito dalla Lega Nazionale Professionisti con denominazione "campionato Ragazzi Primavera" allo scopo di ricostituire il vecchio "campionato ragazzi" in vigore fino alla stagione 1958-1959.

Questo campionato è da considerare come un "campionato giovanile", quindi soggetto ai regolamenti stabiliti dal "Settore Giovanile e Scolastico" per dei calciatori aventi un ben definito limite di età, e non alla stregua del campionato riserve destinato ai giocatori maggiorenni riserve delle prime squadre professionistiche.
Era obbligatorio per tutte le squadre di Serie A (18) e Serie B (19) e solo il Cagliari (Serie B) fu esentato a disputarlo per motivi logistici. Per questo motivo al torneo partecipano 37 squadre.
Secondo il regolamento del torneo potevano partecipare solo i giovani nati dopo il 1º gennaio 1944 e aver già compiuto 16 anni.

Le partite erano di due tempi di 40' ed erano ammesse due sostituzioni di cui un portiere e un altro giocatore di qualunque ruolo, giocatori da elencare all'arbitro con numero 12 e 13 sulla maglia.
Disputati i gironi di qualificazione, la migliore classificata di ogni girone e di ogni serie era ammessa ai gironi della fase finale.
La Lega ha anche fatto disputare la doppia finale per l'assegnazione del titolo assoluto 1962-1963 fra le vincenti dei due gironi di finale, che vide l'affermazione della Juventus.

## Girone A

### Classifica finale
|  | Pos. | Squadra     | Pt | G  | V  | N | P  | GF | GS | DR  |
|  | ---- | ----------- | -- | -- | -- | - | -- | -- | -- | --- |
|  | 1.   | Milan (A)   | 24 | 14 | 11 | 2 | 1  | 24 | 9  | +15 |
|  | 2.   | Inter       | 22 | 14 | 10 | 2 | 2  | 34 | 7  | +27 |
|  | 3.   | Mantova     | 22 | 14 | 11 | 0 | 3  | 26 | 9  | +17 |
|  | 4.   | Brescia (B) | 13 | 14 | 5  | 3 | 6  | 17 | 22 | -5  |
|  | 5.   | Lecco       | 10 | 14 | 5  | 2 | 7  | 16 | 27 | -6  |
|  | 6.   | Atalanta    | 9  | 14 | 2  | 5 | 7  | 13 | 22 | +8  |
|  | 7.   | Parma       | 7  | 14 | 2  | 3 | 9  | 10 | 28 | -18 |
|  | 8.   | Modena      | 5  | 14 | 1  | 3 | 10 | 7  | 23 | -16 |

Legenda:
      Ammesso alle finali.
Note:

Due punti a vittoria, uno a pareggio, zero a sconfitta.
In caso di pari punti per le squadre fuori dalla zona finali era in vigore il pari merito.

#### Tabellone
| Girone A | Ata | Bre | Int | Lec | Man | Mil | Mod | Par |
| Atalanta |     | 2-1 | 1-3 | 2-2 | 0-1 | 0-0 | 4-1 | 0-0 |
| Brescia  | 4-2 |     | 0-4 | 2-1 | 0-2 | 0-3 | 3-0 | 2-0 |
| Inter    | 3-0 | 1-1 |     | 2-1 | 0-2 | 1-2 | 4-0 | 8-0 |
| Lecco    | 2-1 | 1-1 | 0-2 |     | 0-5 | 1-0 | 2-0 | 1-2 |
| Mantova  | 3-0 | 2-1 | 0-1 | 4-1 |     | 1-2 | 2-1 | 2-0 |
| Milan    | 1-0 | 3-0 | 0-0 | 4-2 | 3-0 |     | 1-0 | 1-0 |
| Modena   | 0-0 | 0-0 | 0-2 | 1-0 | 0-1 | 1-2 |     | 1-2 |
| Parma    | 1-1 | 1-2 | 0-3 | 1-2 | 0-1 | 1-2 | 2-2 |     |

## Girone B

### Classifica finale
|  | Pos. | Squadra          | Pt | G  | V  | N | P  | GF | GS | DR  |
|  | ---- | ---------------- | -- | -- | -- | - | -- | -- | -- | --- |
|  | 1.   | Juventus (A)     | 23 | 14 | 11 | 1 | 2  | 30 | 8  | +22 |
|  | 2.   | Torino           | 21 | 14 | 9  | 3 | 2  | 32 | 13 | +19 |
|  | 3.   | Sampdoria        | 19 | 14 | 8  | 3 | 3  | 30 | 13 | +17 |
|  | 4.   | Como (B)         | 17 | 14 | 7  | 3 | 4  | 30 | 20 | +10 |
|  | 5.   | Simmenthal-Monza | 10 | 14 | 4  | 2 | 8  | 21 | 31 | -10 |
|  | 6.   | Genoa            | 9  | 14 | 3  | 3 | 8  | 9  | 19 | -10 |
|  | 7.   | Alessandria      | 9  | 14 | 3  | 3 | 8  | 12 | 32 | -20 |
|  | 8.   | Pro Patria       | 4  | 14 | 0  | 4 | 10 | 5  | 33 | -28 |

Legenda:
      Ammesso alle finali.
Note:

Due punti a vittoria, uno a pareggio, zero a sconfitta.
In caso di pari punti per le squadre fuori dalla zona finali era in vigore il pari merito.

#### Tabellone
| Girone B         | Ale | Com | Gen | Juv | Pro | Sam | Sim | Tor |
| Alessandria      |     | 1-3 | 1-0 | 0-3 | 2-0 | 0-4 | 0-2 | 1-1 |
| Como             | 4-1 |     | 4-1 | 0-0 | 3-0 | 4-0 | 6-3 | 0-2 |
| Genoa            | 4-1 | 0-0 |     | 0-3 | 0-0 | 0-2 | 1-0 | 2-1 |
| Juventus         | 4-0 | 2-0 | 1-0 |     | 6-0 | 2-1 | 2-3 | 2-1 |
| Pro Patria       | 1-1 | 1-3 | 0-0 | 0-1 |     | 0-4 | 0-4 | 0-2 |
| Sampdoria        | 1-1 | 3-1 | 1-0 | 0-1 | 3-1 |     | 4-0 | 2-2 |
| Simmenthal Monza | 1-3 | 1-1 | 2-0 | 1-2 | 2-2 | 0-4 |     | 2-4 |
| Torino           | 4-0 | 5-1 | 3-1 | 2-1 | 2-0 | 1-1 | 2-0 |     |

## Girone C

### Classifica finale
|  | Pos. | Squadra      | Pt | G  | V  | N | P  | GF | GS | DR  |
|  | ---- | ------------ | -- | -- | -- | - | -- | -- | -- | --- |
|  | 1.   | SPAL (A)     | 22 | 14 | 10 | 2 | 2  | 33 | 10 | +23 |
|  | 2.   | Udinese (B)  | 19 | 14 | 7  | 5 | 2  | 25 | 13 | +12 |
|  | 3.   | Bologna      | 17 | 14 | 7  | 3 | 4  | 21 | 13 | +8  |
|  | 4.   | Padova       | 16 | 14 | 6  | 4 | 4  | 22 | 19 | +3  |
|  | 5.   | Venezia      | 14 | 14 | 6  | 2 | 6  | 15 | 16 | -1  |
|  | 6.   | Verona       | 10 | 14 | 2  | 6 | 6  | 13 | 24 | -11 |
|  | 7.   | L.R. Vicenza | 9  | 14 | 3  | 3 | 8  | 15 | 22 | -7  |
|  | 8.   | Triestina    | 5  | 14 | 1  | 3 | 10 | 5  | 32 | -27 |

Legenda:
      Ammesso alle finali.
Note:

Due punti a vittoria, uno a pareggio, zero a sconfitta.
In caso di pari punti per le squadre fuori dalla zona finali era in vigore il pari merito.

#### Tabellone
| Girone C    | Bol | Pad | Spa | Tri  | Udi | Ven | Ver | Vic |
| Bologna     |     | 0-2 | 2-0 | 2-0  | 0-0 | 0-0 | 2-0 | 4-0 |
| Padova      | 0-1 |     | 0-4 | 3-1  | 5-1 | 2-1 | 1-1 | 2-1 |
| S.P.A.L.    | 3-2 | 3-1 |     | 10-0 | 0-2 | 2-0 | 4-1 | 2-1 |
| Triestina   | 0-0 | 0-1 | 1-2 |      | 0-2 | 0-2 | 0-2 | 0-0 |
| Udinese     | 3-1 | 2-2 | 0-0 | 4-0  |     | 5-0 | 1-1 | 2-2 |
| Venezia     | 2-3 | 1-1 | 0-2 | 3-0  | 1-0 |     | 2-0 | 2-0 |
| Verona      | 1-3 | 1-1 | 0-0 | 1-1  | 1-2 | 1-0 |     | 3-3 |
| L.R.Vicenza | 2-1 | 2-1 | 0-1 | 0-2  | 0-1 | 0-1 | 4-0 |     |

## Girone D

### Classifica finale
|  | Pos. | Squadra             | Pt | G  | V  | N | P  | GF | GS | DR  |
|  | ---- | ------------------- | -- | -- | -- | - | -- | -- | -- | --- |
|  | 1.   | Fiorentina (A)      | 21 | 12 | 10 | 1 | 1  | 24 | 7  | +17 |
|  | 2.   | Roma                | 19 | 12 | 9  | 1 | 2  | 24 | 7  | +17 |
|  | 3.   | Lucchese (B)        | 15 | 12 | 5  | 5 | 2  | 21 | 11 | +10 |
|  | 4.   | Lazio               | 10 | 12 | 2  | 6 | 4  | 10 | 13 | -3  |
|  | 5.   | Bari                | 9  | 12 | 3  | 3 | 6  | 14 | 17 | -3  |
|  | 6.   | Foggia & Incedit    | 8  | 12 | 3  | 2 | 7  | 12 | 20 | -3  |
|  | 7.   | Sambenedettese (-1) | 1  | 12 | 0  | 2 | 10 | 4  | 34 | -30 |

Legenda:
      Ammesso alle finali.
Note:

Due punti a vittoria, uno a pareggio, zero a sconfitta.
In caso di pari punti per le squadre fuori dalla zona finali era in vigore il pari merito.

### Tabellone
| Girone D       | Bar | Fio | Fog | Laz | Luc | Rom | Sam |
| Bari           |     | 0-1 | 2-1 | 3-0 | 0-0 | 1-3 | 3-0 |
| Fiorentina     | 4-0 |     | 2-1 | 1-0 | 3-1 | 1-0 | 2-0 |
| Foggia Incedit | 2-1 | 2-3 |     | 0-0 | 0-4 | 0-2 | 3-0 |
| Lazio          | 2-2 | 0-0 | 1-1 |     | 0-0 | 1-2 | 2-1 |
| Lucchese       | 2-1 | 3-1 | 1-0 | 1-1 |     | 2-3 | 6-1 |
| Roma           | 2-1 | 0-1 | 3-0 | 2-0 | 0-0 |     | 4-0 |
| Sambenedettese | 0-0 | 0-5 | 1-2 | 0-3 | 1-1 | 0-3 |     |

## Girone E

### Classifica finale
|  | Pos. | Squadra        | Pt | G  | V | N | P | GF | GS | DR  |
|  | ---- | -------------- | -- | -- | - | - | - | -- | -- | --- |
|  | 1.   | Messina (B)    | 17 | 10 | 8 | 1 | 1 | 28 | 6  | +22 |
|  | 2.   | Cosenza (B)    | 17 | 10 | 7 | 3 | 0 | 26 | 7  | +19 |
|  | 3.   | Catania (A)    | 10 | 10 | 3 | 4 | 3 | 11 | 14 | –3  |
|  | 4.   | Napoli         | 7  | 10 | 3 | 1 | 6 | 10 | 19 | -9  |
|  | 5.   | Catanzaro (-1) | 5  | 10 | 2 | 2 | 6 | 9  | 13 | -4  |
|  | 6.   | Palermo        | 3  | 10 | 1 | 1 | 8 | 6  | 34 | -28 |

Legenda:
 Va allo spareggio d'ingresso alle finali.
      Ammesso alle finali.
Note:

Due punti a vittoria, uno a pareggio, zero a sconfitta.
In caso di pari punti per le squadre fuori dalla zona finali era in vigore il pari merito.

### Tabellone
| Girone E  | Cat | Cza | Cos | Mes | Nap | Pal |
| Catania   |     | 0-0 | 1-1 | 0-4 | 2-0 | 3-0 |
| Catanzaro | 0-0 |     | 0-2 | 1-2 | 0-1 | 2-1 |
| Cosenza   | 3-0 | 1-0 |     | 1-0 | 6-1 | 5-2 |
| Messina   | 2-0 | 3-0 | 1-1 |     | 3-1 | 8-0 |
| Napoli    | 1-2 | 3-1 | 2-2 | 0-2 |     | 1-0 |
| Palermo   | 3-3 | 0-5 | 0-4 | 2-3 | 1-0 |     |

### Spareggio d'ingresso alle finali di Serie B
|         | Risultato |         | Luogo e data        |
| ------- | --------- | ------- | ------------------- |
| Cosenza | 2 - 3     | Messina | ???, 21 aprile 1963 |
|         |           |         |                     |

## Girone finale Serie A

### Classifica finale
|  | Pos. | Squadra    | Pt | G | V | N | P | GF | GS | DR  |
|  | ---- | ---------- | -- | - | - | - | - | -- | -- | --- |
|  | 1.   | Juventus   | 13 | 8 | 5 | 3 | 0 | 18 | 5  | +13 |
|  | 2.   | Fiorentina | 9  | 8 | 3 | 3 | 2 | 12 | 6  | +6  |
|  | 2.   | Milan      | 9  | 8 | 3 | 3 | 2 | 10 | 5  | +5  |
|  | 4.   | SPAL       | 7  | 8 | 2 | 3 | 3 | 8  | 10 | -2  |
|  | 5.   | Catania    | 2  | 8 | 1 | 0 | 7 | 1  | 23 | -22 |

Legenda:
      Campione Primavera di Serie A.
Note:

Due punti a vittoria, uno a pareggio, zero a sconfitta.
In caso di pari punti per le squadre fuori dalla zona titolo era in vigore il pari merito.

### Tabellone
| Finale Serie A | Cat | Fio | Juv | Mil | Spa |
| Catania        |     | 0-2 | 0-2 | 0-1 | 1-0 |
| Fiorentina     | 5-0 |     | 1-2 | 1-0 | 1-1 |
| Juventus       | 6-0 | 1-1 |     | 1-1 | 3-0 |
| Milan          | 4-0 | 1-1 | 0-1 |     | 2-0 |
| S.P.A.L.       | 3-0 | 1-0 | 2-2 | 1-1 |     |

## Girone finale Serie B

### Classifica finale
|  | Pos. | Squadra  | Pt | G | V | N | P | GF | GS | DR |
|  | ---- | -------- | -- | - | - | - | - | -- | -- | -- |
|  | 1.   | Como     | 12 | 8 | 6 | 0 | 2 | 13 | 7  | +6 |
|  | 2.   | Udinese  | 10 | 8 | 5 | 0 | 3 | 18 | 9  | +9 |
|  | 3.   | Brescia  | 9  | 8 | 4 | 1 | 3 | 7  | 7  | 0  |
|  | 4.   | Lucchese | 5  | 8 | 2 | 1 | 5 | 5  | 12 | -7 |
|  | 5.   | Messina  | 4  | 8 | 2 | 0 | 6 | 3  | 11 | -8 |

Legenda:
      Campione Primavera di Serie B.
Note:

Due punti a vittoria, uno a pareggio, zero a sconfitta.
In caso di pari punti per le squadre fuori dalla zona titolo era in vigore il pari merito.

### Tabellone
| Finale Serie B | Bre | Com | Luc | Mes | Udi |
| Brescia        |     | 1-2 | 1-0 | 1-0 | 1-0 |
| Como           | 1-0 |     | 3-0 | 3-0 | 0-2 |
| Lucchese       | 0-0 | 0-1 |     | 2-0 | 1-5 |
| Messina        | 0-1 | 2-0 | 0-1 |     | 1-0 |
| Udinese        | 4-2 | 2-3 | 2-1 | 3-0 |     |

## Finale per il titolo assoluto
|          | Risultati |          | Luogo e data           |
| -------- | --------- | -------- | ---------------------- |
| Como     | 1 - 2     | Juventus | Como, 13 giugno 1963   |
| Juventus | 3 - 2     | Como     | Torino, 16 giugno 1963 |
|          |           |          |                        |